# Green Low

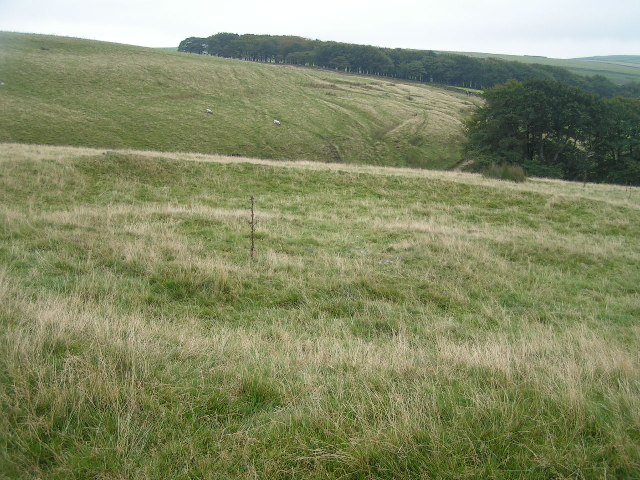
Ring Cairn

Green Low, an den Südhängen eines Hügels, nordöstlich von Chapel-en-le-Frith, in Derbyshire in England gelegen, ist Standort zweier gut erhaltener bronzezeitlicher Ring Cairns. Green Low ist eine Megalithanlage, die zu den „Derbyshire chamber tombs“ gehört (wie Five Wells, das zerstörte Harborough Rocks und Minninglow).
Ein niedriger etwa 2,5 Meter breiter Wall, aus grasbewachsenen Steinen und Geröll umschließt eine ovale Fläche von 20,0 bis 22,0 Metern. In der Mitte liegt eine leicht erhöhte Plattform von etwa sechs Metern Durchmesser. Dabei handelt es sich um die Reste eines etwas späteren Cairns, den Walter Jonathan Andrew (1870–1934) in den 1920er Jahren ausgegraben hat, wobei er eine gut enthaltene Kragenurne und ein Räucherschälchen fand. Es kann sein, dass die aktuell abgeflachte Form des Cairns das Ergebnis seiner Ausgrabung ist.
Der zweite, kleinere Ringcairn mit lediglich sechs Metern Durchmesser liegt etwa 250 Meter entfernt im Südosten, auf der anderen Seite eines Baches. Sein Wall erhebt sich nur (noch) 30 Zentimeter über dem Grün. Es ist wahrscheinlich, dass die beiden Denkmäler zeitgenössisch und Teil eines Ensembles sind.

## Kontext
Ring Cairns (mitunter auch korrekt als „Ring Bank Enclosure“, bezeichnet) sind runde, niedrige (maximal 0,5 Meter hohe) jedoch unter Umständen mehrere Meter breite Wallstrukturen, von 8 bis 22 Meter Durchmesser, aus Steinen, Geröll und Erde, die ursprünglich in der Mitte leer waren. In einigen Fällen wurde das Zentrum später für einen Cairn genutzt (beim Hound Tor mit einer Steinkiste). Die niedrige Struktur der Cairns, ist ohne Ausgrabungen nicht immer erkennbar.